# 켄 번스

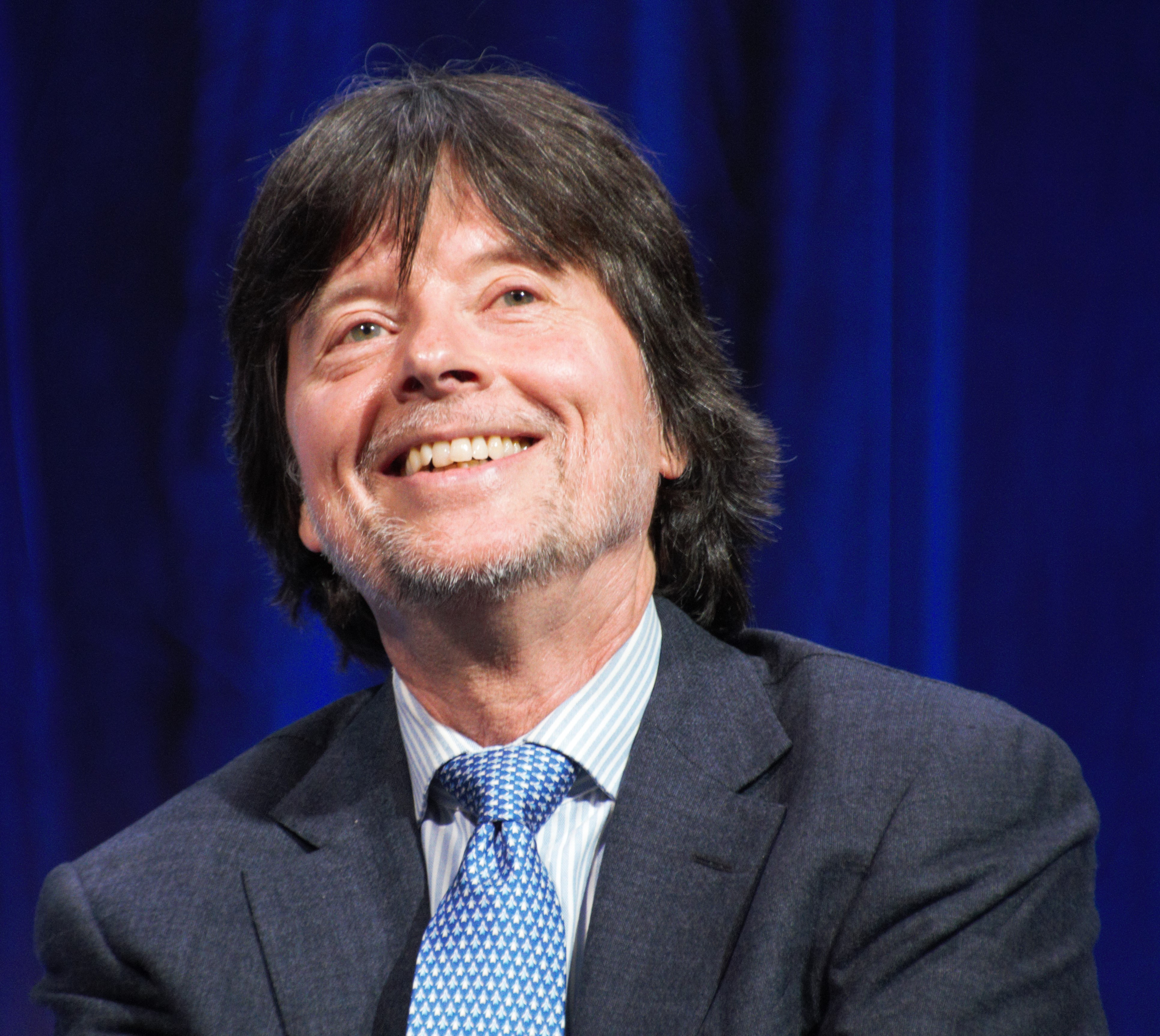

켄 번스(Ken Burns, 본명: 케네스 로렌 번스, Kenneth Lauren Burns, 1953년 7월 29일 ~ )는 미국의 역사와 문화를 기록한 다큐멘터리 영화와 TV 시리즈로 유명한 미국의 영화제작자이다. 그의 작품은 종종 WETA-TV 또는 국립 인문학 기부금과 연계하여 제작되고 PBS에서 배급된다.